# Olli Pekka Jokela
Olli Pekka Jokela (né le 5 février 1955 à Pello)  est un  architecte finlandais.

## Carrière
En 1975, Olli Pekka Jokela passe son baccalauréat à l’école normale d'Oulu.
En 1982, il obtient son diplôme d'architecte de l'École technique supérieure. 
De 1977 à 1981, il travaille au cabinet de Kaija et Heikki Siren, 
En 1981–82, il travaille au cabinet Löfström, Mäkinen et de 1982 à 1985 au cabinet Helander & Leiviskä. 
De 1987 à 1995, il a un cabinet d’architecte avec Pentti Kareoja. 
À partir de 1995, il dirige son propre cabinet "Arkkitehtitoimisto Olli Pekka Jokela Oy".

## Ouvrages
- Immeuble de bureaux, Rauma[2], 1991)
- Église d'Hämeenkylä, Vantaa (1992)
- Immeuble de bureaux, Kanavakatu 4, Helsinki (1993)
- Bibliothèque centrale des sciences de la santé (fi) (Terkko), Helsinki (1998)
- Biokeskus 3, Viikki, Helsinki (2001)
- Lycée central Sampo,  Tampere (2005)
- Café d'Hietaranta, Helsinki (2011)
- Hôpital de Malmi (rénovation et agrandissement)[3] (2014), Helsinki[4],

- Haso Marjaniemi, Helsinki (1998)
- Crèche Pehtoori, Viikki, Helsinki (1999)
- École primaire d'Herttoniemenranta, Helsinki (2000)
- Centre social et de santé de Laajasalo, Helsinki (2002)
- Chapelle de Kauklahti, Espoo (2006)
- Eerikinkatu 41, Helsinki (2007)
- Pariisintorni, Arabianranta, Helsinki (2009)
- École de Sipoonlahti, Sipoo (2009)
- École de Vanttila, Espoo (2009)
- Mairie, Vantaa (2010)
- Centre opérationnel de Kuninkaantie, Espoo (2010)

## Galerie

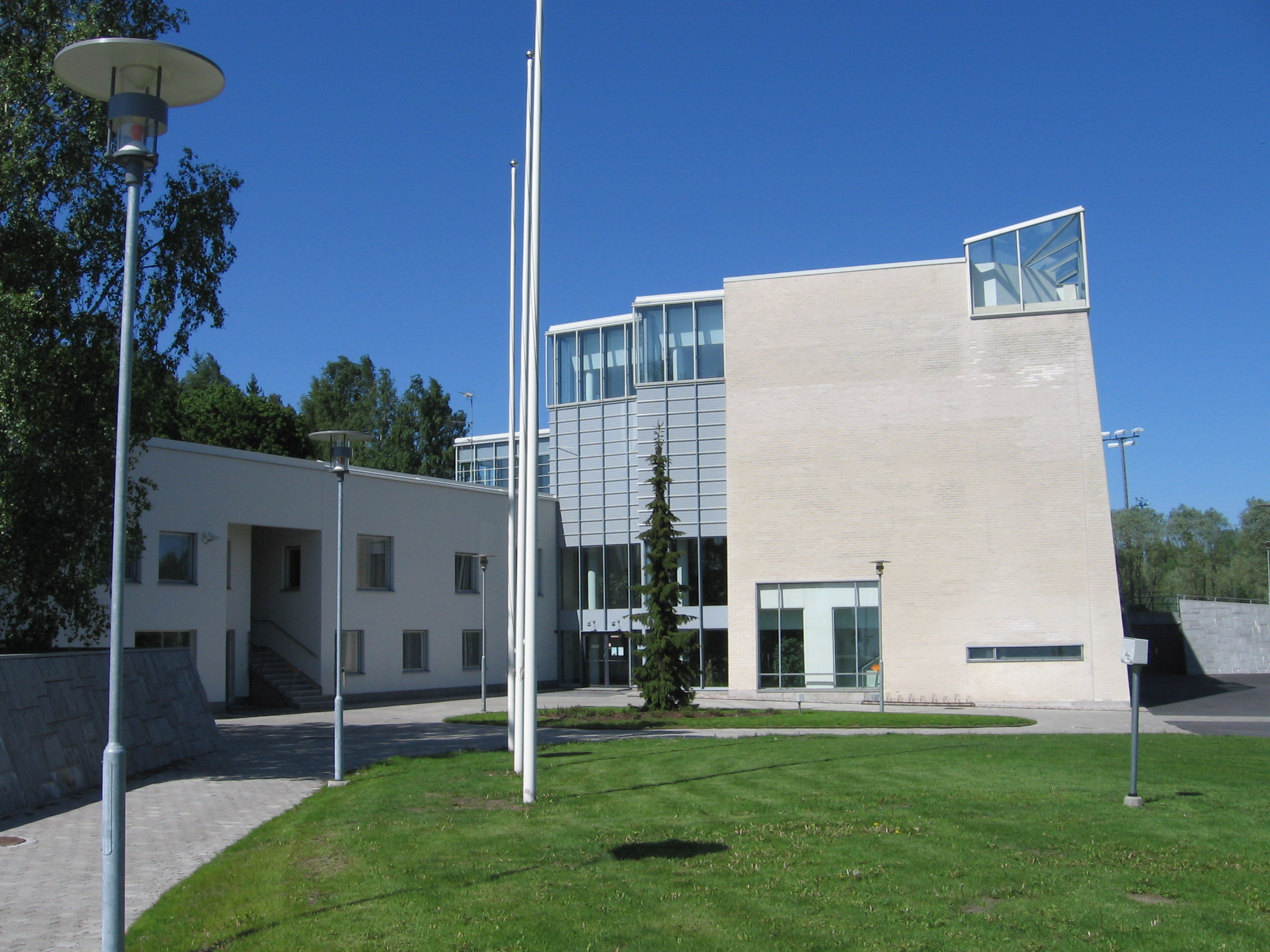
Église d'Hämeenkylä
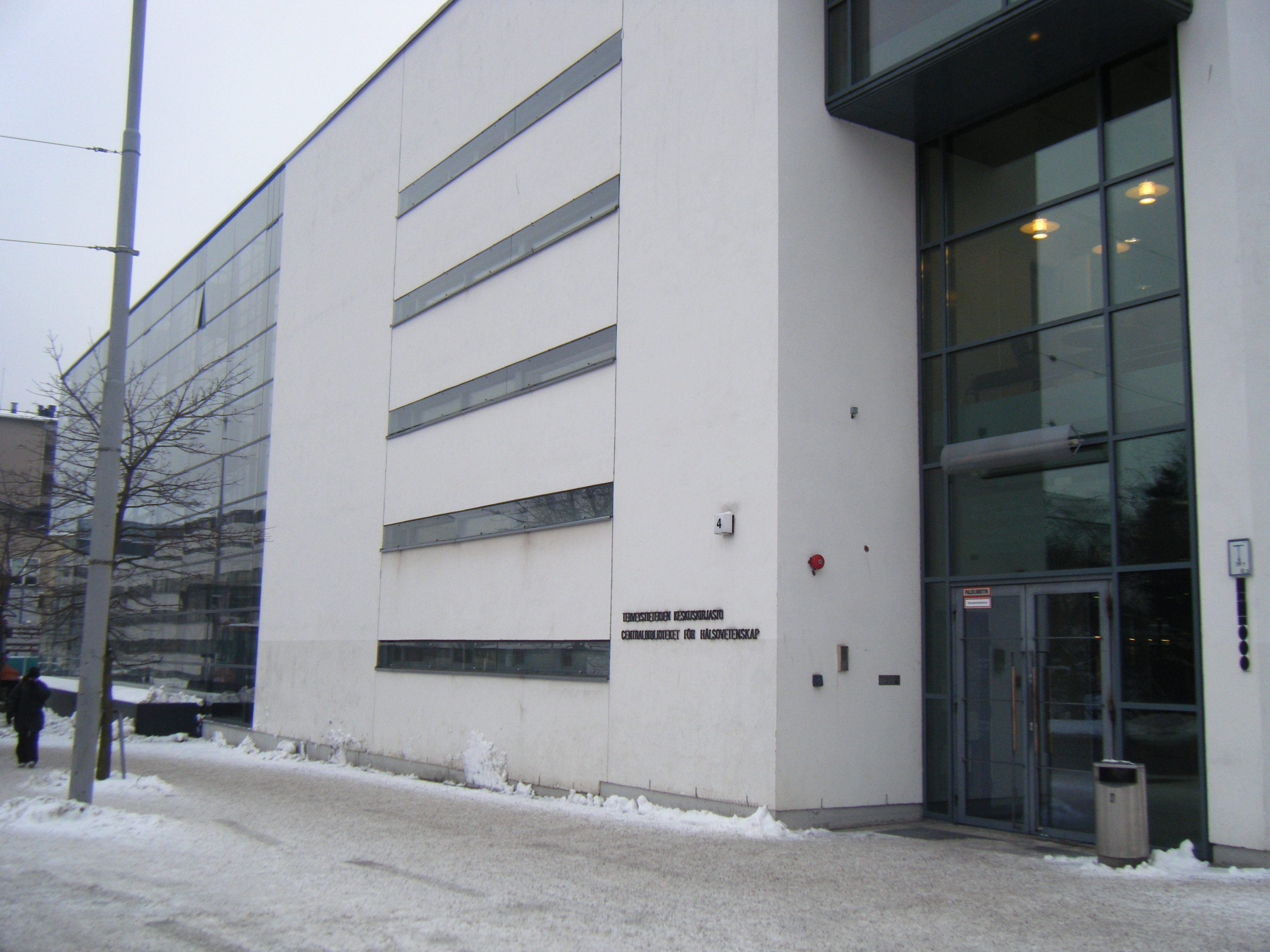
Bibliothèque centrale des sciences de la santé (fi) Helsinki.
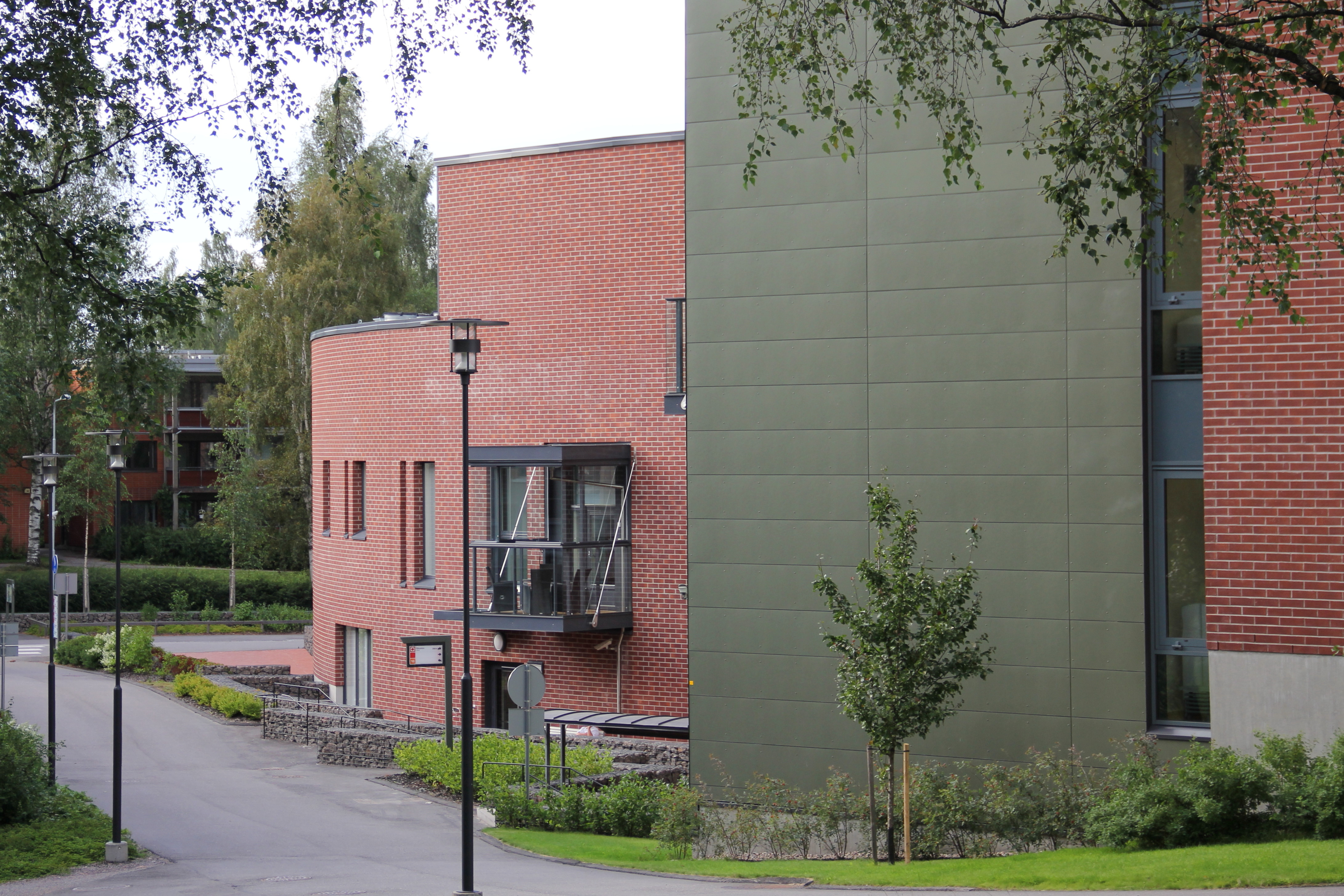
Hôpital de Malmi (extension)